# Calcaretropidia flavipicta
Calcaretropidia flavipicta är en tvåvingeart som först beskrevs av Jacques-Marie-Frangile Bigot 1859.  Calcaretropidia flavipicta ingår i släktet Calcaretropidia och familjen blomflugor.
Artens utbredningsområde är Madagaskar. Inga underarter finns listade i Catalogue of Life.